# Ruslan Pimenov
Ruslan Valeryevich Pimenov, em russo Руслан Валерьевич Пименов (Moscou, 25 de novembro de 1981), é um ex-jogador de futebol russo.

## Biografia
Ruslan jogou durante um bom tempo pelo Futbolniy Klub Lokomotiv e, em seguida brevemente para Alania Vladikavkaz, em 2005 pelo FC Metz por um ano. Em 2007 ele se transfere para o Futbolny Klub Dynama Minsk, no entanto, Andrei Kobelev logo o proibiu de treinar pois lhe faltava condicionamento físico. Pimenov foi liberado de seu contrato apenas em dezembro de 2009. Ele jogou quatro partidas para Seleção Russa de Futebol em 2002, incluindo a Copa do Mundo FIFA de 2002. Com a modelo também russa Glikeriya Shirokova ele teve duas filhas, a modelo mirim Kristina Pimenova, dita pela mídia a menina mais bonita do mundo, e Natalia Pimenova.